# Большая чечевица
Большая чечевица (лат. Carpodacus rubicilla) — вид птиц из семейства вьюрковых (Fringillidae). Отличается от других чечевиц крупным размером.

## Систематическое положение
Таксономический ранг неясен. Подвиды, отличные от номинативного, часто рассматриваются как отдельный вид Carpodacus severtzovi. Номинативная форма, возможно, более близка к высокогорной чечевице (Carpodacus rubicilloides).

## Ареал
Ареал разорванный, состоит из трёх отдельных участков.
Первый расположен на Кавказе восточнее меридиана Эльбруса (части территории Грузии, Азербайджана и России). В западном Кавказе попадаются редкие случайные пары.
Второй включает такие горы как Алтай, Саяны, Танну-Ола, Хангай (территория российских республик Алтай и Тыва, Синьцзян-Уйгурского автономного района Китая, западной Монголии). Зимой откочевавшие птицы могут попадаться и в восточном Казахстане.
Наиболее крупную часть ареала составляют горные страны Средней и Центральной Азии: Джунгарский Алатау, Тянь-Шань, Гиссаро-Алай, Памир, Гиндукуш, Каракорум, Гималаи, Тибет, Куньлунь, Наньшань. Таким образом, в СНГ он захватывает территории юго-западного Казахстана, западного Узбекистана, Кыргызстана и Таджикистана; в Китае — Синьцзян-Уйгурский и Тибетский автономные районы, провинцию Цинхай (возможно, ещё провинцию Ганьсу), доходя на восток до верховьев Янцзы и Меконга, а также Индию (Ладакх, Сикким), Непал, север Пакистана (до Гилгита и Читрала) и Афганистана.
Г. П. Дементьевым был отмечен залёт в Крым (1937).

## Внешний вид
Крупнее большинства вьюрковых: длина тела около 200 миллиметров и выше, длина крыла более 90 миллиметров, длина цевки превышает 22 миллиметра. По размеру сходна со скворцом или небольшим дроздом (тогда как обыкновенная чечевица — с воробьём).
Клюв конический, его высота превышает ширину. Оперение длинное, пушистое (особенно бока тела и надхвостье). На голове имеется крошечный, почти незаметный хохолок. Крылья достаточно длинные. Хвост слабовыемчатый.
В окраске взрослого самца основное место занимает интенсивный карминно-красный цвет. На голове, груди, шее и верхней части брюха он образует основной тон, по которому разбросаны блестящие, серебристо-серые пятнышки (на голове самые мелкие, чем дальше от неё — тем крупнее). Нижняя часть брюха светлеет в направлении назад. На плечах и спине перья розовато-бурые с тёмными стволами. Кроющие, рулевые и маховые — тёмно-бурого цвета со светло-розовыми каёмками на внешних опахалах. Самые длинные перья надхвостья несколько светлее их и несут узкую красную каёмку на вершине. Подмышечные беловаты.
Оперение самок однотонное, светло-серо-бурого цвета с наствольными пестринами. Окраска крыльев и хвоста сходна с самцами, но светлые каёмки не имеют розового оттенка. Тон надхвостья — чисто-серый. На самок походят и молодые, включая самцов после первой линьки.
У обоих полов радужина глаз и ноги по цвету близки к чёрному. Клюв желтовато-роговой, но у самцов в период размножения становится молочным, с тёмной вершиной.

## Подвиды и расы
Описаны следующие подвиды:
- Carpodacus rubicilla rubicilla (Güldenstädt, 1775) — кавказская большая чечевица — кавказский участок ареала;
- Carpodacus rubicilla kobdensis (Sushkin, 1925) — монгольская большая чечевица — северный участок ареала;
- Carpodacus rubicilla severtzovi Sharpe, 1886 — среднеазиатская большая чечевица — почти весь центральноазиатский участок ареала, кроме Афганистана, Гиссаро-Алая, западного Памира (см. следующий подвид);
- Carpodacus rubicilla diabolicus (Koelz, 1939) — Афганистан, Гиссаро-Алай, западный Памир.

Кавказские птицы обоего пола отличаются гуще расположенными и лучше развитыми продольными пестринами. Самцы, кроме того, обладают насыщенными малиново-бордовыми тонами в окраске. Остальные разновидности окрашены более бледно. Монгольские особи занимают промежуточное положение; у среднеазиатских оттенок красного особенно близок к розовому, а светлые пятна крупнее. Кроме того, С. r. rubicilla выделяется сравнительно сложным пением. Учитывая также, что номинативная форма обитает далеко от других, последние три подвида иногда выделяют в самостоятельный вид Carpodacus severtzovi.
Размеры особей различных повидов

(по коллекционным экземплярам, на 1976 г.):
| Длина крыла, мм (в среднем) | C. r. rubicilla | C. r. severtzovi | C. r. kobdensis |
| Самцы                       | 112—121 (116,3) | 108—123 (116,2)  | 107—117 (111,9) |
| Самки                       | 100—116 (112,3) | 107—117 (110,7)  | 104—115         |

Имеются данные, что в Гималаях от Читрала до Непала и смежных районах Южного Тибета особи крупнее и окрашены в более тёмный тон красного, чем птицы, обитающие дальше к западу. По экземпляру из Кашмира была описана раса eblis. Однако подобные различия могут быть вызваны клинальной изменчивостью. Необходимы дальнейшие исследования, чтобы прояснить этот вопрос.

## Экология
Летом обитает на открытых пространствах высокогорья вплоть до линии вечных снегов. В Средней Азии селится не ниже 2500 метров над уровнем моря, часто поднимается до 3500 метров; на северном участке ареала заселяет высоты 2000—2500 метров. Предпочитает сочетание крупных каменистых осыпей с альпийской луговой растительностью, а также отдельными деревцами и кустиками (берёзы, рододендрона, можжевельника).
В холодное время года тяготеет к долинам горных рек, избирая заросли ягодников (на Кавказе — облепихи, барбариса и калины). Может совершать сезонные вертикальные миграции, но в целом они не носят стабильного характера. Реже и слабее всего зимние кочёвки наблюдаются у кавказского подвида, сильнее всего выражены у монгольского.
Питается семенами растений, упавшими на землю, либо ягодами с кустов. Гнездо устраивается в недоступном среди скал месте, в кладке от 3 до 6, чаще всего 5 голубых яиц с тёмными крапинками.